# 太阳城 (著作)

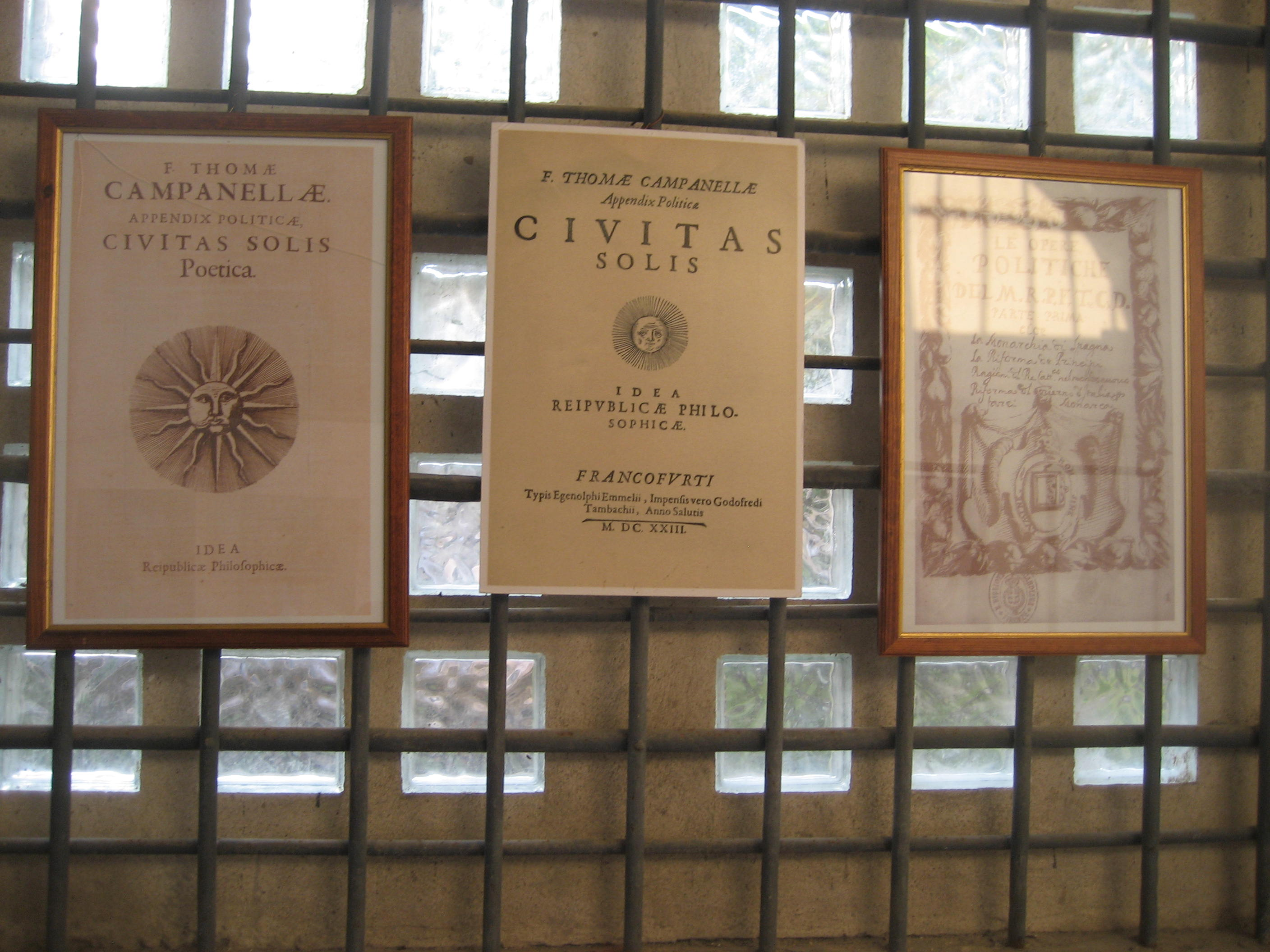
《太阳城》的封面

《太阳城》（義大利語：La città del Sole）是意大利道明会修士、哲学家托马索·康帕内拉的一部哲学著作，在早期乌托邦思想中有重要地位。该著作最初于1602年以意大利语写成，拉丁语版于1623年在法兰克福出版。康帕内拉在这本书中借航海家与招待所管理员的对话，描绘了一个完全废除私有制的社会，启发了后来空想社会主义的众多理论与实践。

## 内容
康帕内拉虚拟了一名热那亚的航海家和朝圣招待所管理的对话，描绘了一个不为世人所知、按照根本不同于当时意大利和西欧各国社会制度的原则建立起来的新型理想社会。太阳城位于赤道的一座小山上，面积和一座城市相仿，这里没有私有财产，没有剥削，人人劳动，生产和消费由被称为“形而上学者”“威力”“智慧”和“爱”的四位领导人所管理，有机构统一组织安排，产品按公民需要分配，儿童由国家抚养和教育，教育与生产相联系。